# The White Caps
The White Caps è un cortometraggio muto del 1905 diretto da Wallace McCutcheon e da Edwin S. Porter. Fu l'esordio cinematografico per tutti e tre gli interpreti del film, John R. Cumpson, Kate Toncray e Arthur V. Johnson.

## Produzione
Il film fu prodotto dalla Edison Manufacturing Company e venne girato nel New Jersey, a Demarest e a Fort Lee nell'agosto 1905.

## Distribuzione
Distribuito dalla Edison Manufacturing Company, il film - un cortometraggio in una bobina - uscì nelle sale cinematografiche USA nel settembre 1905. La copia esistente del film è stata riversata e inserita in un'antologia dedicata ai film di Thomas Alva Edison dal titolo Edison – The Invention of the Movies (1891-1918) distribuita il 22 febbraio 2005 in DVD dalla Kino International.